# Lapis-erdő
A Lapis-erdő (románul Pădurea Lapiș) IUCN IV-es kategóriába sorolt természetvédelmi terület Románia északnyugati részén, Szilágy megyében, Szilágynagyfalu közelében.

## Fekvése
Szilágy megye nyugati határán helyezkedik el, Bihar megye szomszédságában, a Berettyó közelében, Szilágynagyfalu területén, Detrehem és Alsókaznacs falvak között, a DN1H főút mellett. A legközelebbi város, Szilágysomlyó 12 kilométerre, a megyszékhely Zilah 41 kilométerre található.

## Leírása
A 430,40 hektár területű Lapis-erdőt a 2004. november 30-i 2151. számú kormányrendelet nyilvánította védetté. A védett terület erdőket, tisztásokat, réteket, halastavakat ölel fel; növény- és állatvilága a Szilágyságra jellemző.
Az erdő délnyugati részén található a Bánffy-család svájci villákra emlékeztető vadászháza, amelyet Bánffy Albert építtetett a 20. század elején.
Közelében kurgánok találhatóak, amelyek közül néhányat Pulszky Ferenc tárt fel.

### Növényvilága
Az erdőt a következő fák és cserjék alkotják: szürke tölgy (Quercus pedunculiflora), kocsánytalan tölgy (Quercus petraea), kislevelű hárs (Tilia cordata), kocsányos tölgy (Quercus robur), magyar tölgy (Quercus frainetto), magas kőris (Fraxinus excelsior), csertölgy (Quercus cerris), feketefenyő, (Pinus nigra), erdeifenyő (Pinus sylvestris), fehér akác (Robinia pseudoacacia), vadcseresznye (Prunus avium), magas kőris (Fraxinus excelsior), fürtös bodza (Sambucus racemosa) és fekete bodza (Sambucus nigra), európai mogyoró (Corylus avellana), közönséges fagyal (Ligustrum vulgare), veresgyűrű som (Cornus sanguinea), húsos som (Cornus mas), mogyorós hólyagfa (Staphylea pinnata), farkasboroszlán (Daphne mezereum), egybibés galagonya (Crataegus monogyna), kökény (Prunus spinosa), vadszeder (Rubus fruticosus), vadrózsa (Rosa canina), fekete áfonya (Vaccinum myrtillus) és málna (Rubus idaeus).

### Állatvilága
A faunát alkotó emlősök: európai dámvad (Dama dama), gímszarvas (Cervus elaphus), európai őz (Capreolus capreolus), vörös róka (Vulpes vulpes), vaddisznó (Sus scrofa), nyuszt (Martes martes), mezei hörcsög (Cricetus cricetus), vadmacska (Felis silvestris), illetve madarak: kis fakopáncs (Dendrocopos minor), erdei pityer (Anthus trivialis), füleskuvik (Otus scops), zöldike (Carduelis chloris), örvös gébics (Lanius collaris), kabasólyom (Falco subbuteo), kék cinege (Parus caeruleus), széncinege (Parus major), sárgarigó, (Oriolus oriolus), holló (Corvus corax), citromsármány (Emberiza citrinella), tövisszúró gébics (Lanius collurio), fácán (Phasianus colchicus), fekete harkály (Dryocopus martius) és közép fakopáncs (Dendrocopos medius).

## Fordítás
- Ez a szócikk részben vagy egészben  a   Lapiș Forest című angol Wikipédia-szócikk ezen változatának fordításán alapul.  Az eredeti cikk szerkesztőit annak laptörténete sorolja fel. Ez a jelzés csupán a megfogalmazás eredetét és a szerzői jogokat jelzi, nem szolgál a cikkben szereplő információk forrásmegjelöléseként.
- Ez a szócikk részben vagy egészben  a   Pădurea Lapiş című román Wikipédia-szócikk ezen változatának fordításán alapul.  Az eredeti cikk szerkesztőit annak laptörténete sorolja fel. Ez a jelzés csupán a megfogalmazás eredetét és a szerzői jogokat jelzi, nem szolgál a cikkben szereplő információk forrásmegjelöléseként.